# Segunda División de España 1971-72
La temporada 1971–72 de la Segunda División de España de fútbol corresponde a la 41.ª edición del campeonato y se disputó entre el 5 de septiembre de 1971 y el 21 de mayo de 1972. Posteriormente se disputó la promoción de permanencia entre el 28 de mayo y el 25 de junio.
El campeón de Segunda División fue el Real Oviedo CF.

## Sistema de competición
La Segunda División de España 1971/72 fue organizada por la Federación Española de Fútbol (RFEF).
El campeonato contó con la participación de 20 clubes y se disputó siguiendo un sistema de liga, de modo que todos los equipos se enfrentaron entre sí, todos contra todos en dos ocasiones -una en campo propio y otra en campo contrario- sumando un total de 38 jornadas. El orden de los encuentros se decidió por sorteo antes de empezar la competición.
Los tres primeros clasificados ascendieron directamente a Primera División.
Los cuatro últimos clasificados descendieron directamente a Tercera División, mientras que los cuatro equipos clasificados entre el decimotercero y el decimosexto lugar jugaron la promoción de permanencia ante los cuatro subcampeones de Tercera División.

## Clubes participantes
| Datos de ascensos y descensos con respecto a la temporada anterior |
| --- |
| Elche CF y Real Zaragoza CD descienden de Primera División. Real Betis, Burgos CF, RC Deportivo de La Coruña y Córdoba CF ascienden a Primera División. Onteniente CF, CF Calvo Sotelo y CD Colonia Moscardó descienden a Tercera División. Cultural Leonesa, CD Mestalla, CD Tenerife, Real Valladolid y Xerez CD ascienden a Segunda División. |

| Equipo                              | Ciudad                 | Estadio                   |
| ----------------------------------- | ---------------------- | ------------------------- |
| Cádiz Club de Fútbol                | Cádiz                  | Ramón de Carranza         |
| Club Deportivo Castellón            | Castellón de la Plana  | Castalia                  |
| Cultural y Deportiva Leonesa        | León                   | Antonio Amilivia          |
| Elche Club de Fútbol                | Elche                  | Altabix                   |
| Club Ferrol                         | Ferrol                 | Manuel Rivera             |
| Hércules Club de Fútbol             | Alicante               | La Viña                   |
| Unión Popular de Langreo            | Langreo                | Ganzábal                  |
| Club Deportivo Logroñés             | Logroño                | Las Gaunas                |
| Real Mallorca                       | Palma de Mallorca      | Luis Sitjar               |
| Club Deportivo Mestalla             | Valencia               | Mestalla                  |
| Real Oviedo Club de Fútbol          | Oviedo                 | Carlos Tartiere           |
| Pontevedra Club de Fútbol           | Pontevedra             | Pasarón                   |
| Real Santander Sociedad Deportiva   | Santander              | El Sardinero              |
| Agrupación Deportiva Rayo Vallecano | Madrid                 | Vallecas                  |
| Club Deportivo San Andrés           | Barcelona              | San Andrés                |
| Club Deportivo Tenerife             | Santa Cruz de Tenerife | Heliodoro Rodríguez López |
| Real Valladolid Deportivo           | Valladolid             | José Zorrilla             |
| Villarreal Club de Fútbol           | Villarreal             | El Madrigal               |
| Xerez Club Deportivo                | Jerez de la Frontera   | Domecq                    |
| Real Zaragoza Club Deportivo        | Zaragoza               | La Romareda               |

## Clasificación y resultados

### Clasificación
| Pos. | Equipo                   | Pts. | PJ | G  | E  | P  | GF | GC | Dif. | Clasificación                     |
| ---- | ------------------------ | ---- | -- | -- | -- | -- | -- | -- | ---- | --------------------------------- |
| 1    | Real Oviedo C. F. (C, A) | 51   | 38 | 21 | 9  | 8  | 40 | 19 | +21  | Ascenso a Primera División        |
| 2    | C. D. Castellón (A)      | 50   | 38 | 21 | 8  | 9  | 50 | 29 | +21  | Ascenso a Primera División        |
| 3    | Real Zaragoza C. D. (A)  | 50   | 38 | 21 | 8  | 9  | 66 | 31 | +35  | Ascenso a Primera División        |
| 4    | Elche C. F.              | 49   | 38 | 20 | 9  | 9  | 47 | 21 | +26  |                                   |
| 5    | Cultural Leonesa         | 42   | 38 | 18 | 6  | 14 | 55 | 53 | +2   |                                   |
| 6    | C. D. Logroñés           | 41   | 38 | 16 | 9  | 13 | 39 | 36 | +3   |                                   |
| 7    | Real Valladolid          | 39   | 38 | 16 | 7  | 15 | 50 | 45 | +5   |                                   |
| 8    | A. D. Rayo Vallecano     | 39   | 38 | 14 | 11 | 13 | 37 | 40 | −3   |                                   |
| 9    | C. D. Tenerife           | 38   | 38 | 14 | 10 | 14 | 48 | 33 | +15  |                                   |
| 10   | C. D. San Andrés         | 38   | 38 | 15 | 8  | 15 | 36 | 33 | +3   |                                   |
| 11   | Pontevedra C. F.         | 36   | 38 | 13 | 10 | 15 | 38 | 45 | −7   |                                   |
| 12   | R. C. D. Mallorca        | 36   | 38 | 11 | 14 | 13 | 25 | 33 | −8   |                                   |
| 13   | C. D. Mestalla           | 34   | 38 | 11 | 12 | 15 | 31 | 47 | −16  | Acceso a Promoción de permanencia |
| 14   | Hércules C. F.           | 34   | 38 | 13 | 8  | 17 | 43 | 40 | +3   | Acceso a Promoción de permanencia |
| 15   | Real Santander S. D.     | 34   | 38 | 14 | 6  | 18 | 33 | 45 | −12  | Acceso a Promoción de permanencia |
| 16   | Cádiz C. F.              | 34   | 38 | 14 | 6  | 18 | 38 | 43 | −5   | Acceso a Promoción de permanencia |
| 17   | Villarreal C. F. (D)     | 32   | 38 | 10 | 12 | 16 | 30 | 48 | −18  | Descenso a Tercera División       |
| 18   | Club Ferrol (D)          | 29   | 38 | 10 | 9  | 19 | 31 | 58 | −27  | Descenso a Tercera División       |
| 19   | Xerez C. D. (D)          | 27   | 38 | 6  | 15 | 17 | 26 | 49 | −23  | Descenso a Tercera División       |
| 20   | U. P. Langreo (D)        | 27   | 38 | 11 | 5  | 22 | 38 | 53 | −15  | Descenso a Tercera División       |

 Fuente: BDFútbol
Criterios de clasificación: Puntos · Diferencia de goles · Goles a favor · Play-off

### Resultados
| Local \ Visitante    | CAD | CAS | CUL | ELC | FER | HER | LAN | LOG | MLL | MES | OVI | PON | RAY | RSA | SAD | TEN | VLD | VIL | XER | ZAR |
| -------------------- | --- | --- | --- | --- | --- | --- | --- | --- | --- | --- | --- | --- | --- | --- | --- | --- | --- | --- | --- | --- |
| Cádiz C. F.          | —   | 2–0 | 0–0 | 3–1 | 1–0 | 4–0 | 4–0 | 5–1 | 2–1 | 1–1 | 1–2 | 1–0 | 0–0 | 0–1 | 2–0 | 2–2 | 0–1 | 1–0 | 0–0 | 2–1 |
| C. D. Castellón      | 1–0 | —   | 2–0 | 0–0 | 1–1 | 1–0 | 1–0 | 1–0 | 2–0 | 3–1 | 1–0 | 4–0 | 1–0 | 2–1 | 1–0 | 2–1 | 2–0 | 0–2 | 3–0 | 5–1 |
| Cultural Leonesa     | 5–0 | 3–1 | —   | 1–0 | 4–1 | 2–1 | 3–0 | 1–0 | 1–0 | 2–1 | 1–3 | 2–2 | 2–0 | 2–0 | 1–0 | 2–1 | 2–1 | 4–2 | 3–1 | 3–3 |
| Elche C. F.          | 1–0 | 2–0 | 2–0 | —   | 2–0 | 2–0 | 3–0 | 2–1 | 0–0 | 1–0 | 0–0 | 3–0 | 3–0 | 3–0 | 2–0 | 1–0 | 1–0 | 2–0 | 2–1 | 1–0 |
| Club Ferrol          | 1–0 | 0–2 | 0–3 | 0–4 | —   | 0–0 | 1–0 | 1–1 | 0–0 | 1–1 | 1–0 | 1–0 | 1–2 | 2–0 | 1–1 | 0–2 | 3–1 | 0–0 | 2–1 | 1–1 |
| Hércules C. F.       | 2–0 | 2–1 | 4–1 | 0–1 | 1–2 | —   | 3–1 | 0–0 | 0–0 | 4–0 | 0–1 | 1–1 | 1–3 | 5–0 | 2–0 | 1–1 | 1–0 | 3–0 | 1–0 | 1–1 |
| U. P. Langreo        | 1–2 | 2–0 | 4–0 | 1–1 | 2–3 | 0–1 | —   | 3–1 | 2–0 | 4–0 | 1–1 | 1–2 | 1–1 | 1–0 | 2–0 | 1–1 | 0–1 | 4–0 | 0–0 | 0–1 |
| C. D. Logroñés       | 1–0 | 2–0 | 2–0 | 1–0 | 2–0 | 0–3 | 3–0 | —   | 1–0 | 1–1 | 0–0 | 1–0 | 1–1 | 2–1 | 1–0 | 2–1 | 1–0 | 2–0 | 3–0 | 1–2 |
| R. C. D. Mallorca    | 0–0 | 1–1 | 1–0 | 0–0 | 1–1 | 2–0 | 1–0 | 1–1 | —   | 1–0 | 1–0 | 0–1 | 0–1 | 2–1 | 0–0 | 1–0 | 3–2 | 0–1 | 1–0 | 1–0 |
| C. D. Mestalla       | 1–0 | 0–0 | 1–0 | 0–2 | 2–0 | 0–0 | 2–0 | 2–5 | 0–0 | —   | 0–1 | 1–1 | 1–2 | 2–1 | 2–0 | 1–0 | 2–0 | 0–0 | 1–0 | 0–0 |
| Real Oviedo C. F.    | 2–0 | 0–0 | 0–0 | 1–0 | 3–0 | 1–0 | 2–0 | 1–0 | 3–0 | 2–0 | —   | 2–0 | 1–0 | 3–0 | 1–0 | 2–1 | 0–0 | 1–0 | 2–1 | 1–1 |
| Pontevedra C. F.     | 2–0 | 0–1 | 0–1 | 1–1 | 0–1 | 2–1 | 1–2 | 1–0 | 1–1 | 0–0 | 2–0 | —   | 3–0 | 1–0 | 0–2 | 1–0 | 2–2 | 2–0 | 2–2 | 1–0 |
| A. D. Rayo Vallecano | 0–1 | 1–4 | 2–0 | 2–1 | 3–2 | 1–0 | 2–0 | 0–0 | 1–0 | 1–1 | 0–2 | 1–3 | —   | 2–0 | 1–0 | 0–0 | 0–0 | 0–0 | 2–0 | 0–1 |
| Real Santander S. D. | 2–1 | 0–1 | 1–1 | 0–0 | 1–0 | 1–0 | 1–0 | 1–0 | 2–2 | 0–1 | 3–1 | 1–1 | 1–0 | —   | 1–0 | 4–1 | 4–0 | 0–0 | 0–1 | 1–0 |
| C. D. San Andrés     | 1–2 | 1–1 | 2–1 | 0–0 | 3–0 | 2–1 | 3–1 | 5–0 | 1–0 | 3–1 | 1–0 | 2–0 | 1–0 | 1–2 | —   | 1–0 | 1–0 | 0–0 | 2–1 | 1–1 |
| C. D. Tenerife       | 2–0 | 2–0 | 3–0 | 1–0 | 2–0 | 3–0 | 0–1 | 0–0 | 0–0 | 2–0 | 2–0 | 2–0 | 2–2 | 1–2 | 4–1 | —   | 2–1 | 3–0 | 3–0 | 0–1 |
| Real Valladolid      | 3–1 | 3–2 | 6–2 | 2–1 | 3–1 | 3–1 | 2–0 | 0–2 | 4–1 | 3–1 | 2–0 | 0–1 | 1–1 | 2–0 | 1–0 | 1–1 | —   | 2–0 | 1–1 | 1–0 |
| Villarreal C. F.     | 1–0 | 0–0 | 3–1 | 2–1 | 2–1 | 1–1 | 1–2 | 1–0 | 1–3 | 1–3 | 0–0 | 3–0 | 2–2 | 0–0 | 0–1 | 0–0 | 1–0 | —   | 4–0 | 0–3 |
| Xerez C. D.          | 3–0 | 0–2 | 0–0 | 1–1 | 3–1 | 0–1 | 2–1 | 0–0 | 0–0 | 1–1 | 0–0 | 1–1 | 0–3 | 1–0 | 0–0 | 1–1 | 1–1 | 2–2 | —   | 1–0 |
| Real Zaragoza C. D.  | 4–0 | 1–1 | 3–1 | 3–0 | 3–1 | 2–1 | 3–0 | 2–0 | 3–0 | 4–0 | 0–1 | 4–3 | 3–0 | 3–0 | 0–0 | 2–1 | 3–1 | 4–0 | 2–0 | —   |

## Promoción de permanencia
En la promoción de permanencia jugaron CD Mestalla, Hércules CF, Real Santander SD y Cádiz CF, que se enfrentaron a los equipos de Tercera División CD Cartagena, UD Salamanca, Sestao SC y CF Tarrasa.
La promoción se jugó a doble partido a ida y vuelta con los siguientes resultados:
| 18 de junio de 1972 | Hércules CF | 3:1 | CD Cartagena | Estadio de La Viña, Alicante |  |
|                     |             |     |              | Asistencia: ??? espectadores |  |

| 25 de junio de 1972 | CD Cartagena | 1:1 | Hércules CF | Estadio de El Almarjal, Cartagena |  |
|                     |              |     |             | Asistencia: ??? espectadores      |  |

- El Hércules CF permanece en Segunda división.

| 11 de junio de 1972 | Real Santander SD | 2:0 | UD Salamanca | Campos de El Sardinero, Santander |  |
|                     |                   |     |              | Asistencia: ??? espectadores      |  |

| 18 de junio de 1972 | UD Salamanca | 0:1 | Real Santander SD | Estadio Helmántico, Salamanca |  |
|                     |              |     |                   | Asistencia: ??? espectadores  |  |

- El Real Santander SD permanece en Segunda división.

| 11 de junio de 1972 | CD Mestalla | 4:1 | CF Tarrasa | Estadio de Mestalla, Valencia |  |
|                     |             |     |            | Asistencia: ??? espectadores  |  |

| 18 de junio de 1972 | CF Tarrasa | 1:0 | CD Mestalla | Estadio Municipal, Tarrasa   |  |
|                     |            |     |             | Asistencia: ??? espectadores |  |

- El CD Mestalla permanece en Segunda división.

| 11 de junio de 1972 | Sestao SC | 1:2 | Cádiz CF | Campo de Las Llanas, Sestao  |  |
|                     |           |     |          | Asistencia: ??? espectadores |  |

| 18 de junio de 1972 | Cádiz CF | 2:2 | Sestao SC | Estadio Ramón de Carranza, Cádiz |  |
|                     |          |     |           | Asistencia: ??? espectadores     |  |

- El Cádiz CF permanece en Segunda división.

## Resumen
Campeón de Segunda División:
| - Real Oviedo Club de Fútbol |

Ascienden a Primera División:
| - Real Oviedo Club de Fútbol | - Club Deportivo Castellón | - Real Zaragoza Club Deportivo |

Descienden a Tercera División: 
| - Villarreal Club de Fútbol - Club Ferrol - Xerez Club Deportivo - Unión Popular de Langreo |